# Isotiocianati

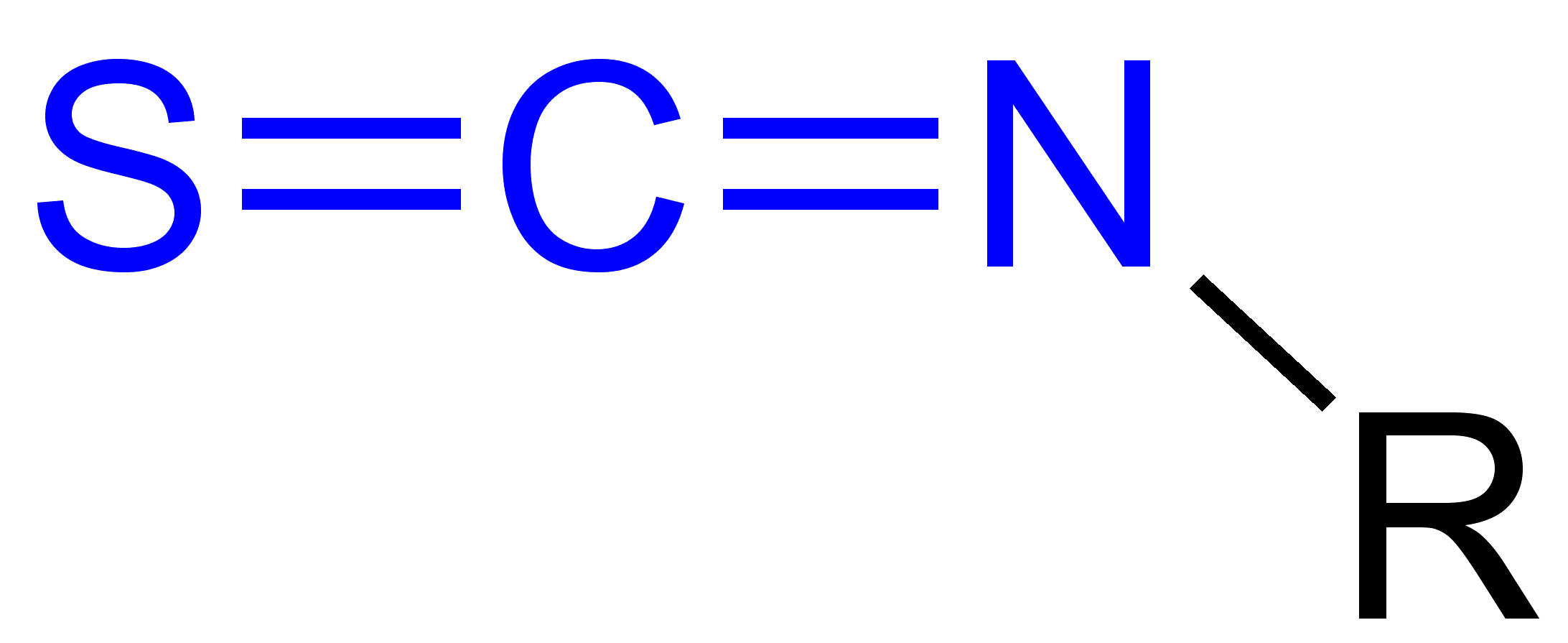
Struttura generale degli isotiocianati con in blu il gruppo funzionale isotiocianato.

L'isotiocianato è il gruppo funzionale -N=C=S, formato tramite la sostituzione dell'ossigeno nel gruppo isocianato con lo zolfo. Molti isotiocianati naturali sono prodotti dalla conversione enzimatica dei metaboliti glucosinolati. Questi isotiocianati naturali, come l'isotiocianato di allile, sono noti anche come oli di senape. Un isotiocianato artificiale, l'isotiocianato di fenile, viene utilizzato per il sequenziamento degli aminoacidi nella degradazione di Edman.

## Sintesi e reazioni
Il metodo generale per la formazione di isotiocianati procede attraverso la reazione tra un'ammina primaria (per esempio anilina) e solfuro di carbonio in ammoniaca acquosa. Ciò provoca la precipitazione del sale ditiocarbammato di ammonio, che viene poi trattato con nitrato di piombo per dare il corrispondente isotiocianato.
Un altro metodo si basa su un cloruro di tosile che subisce una decomposizione mediata dai sali ditiocarbammati generati nel passaggio precedente.